# البحث عن خنوم
البحث عن خنوم هي رواية للكاتب المصري حسين عبد البصير. هي أول رواية فرعونية من «جيل التسعينيات» في تاريخ الأدب المصري المعاصر.فهي تجربة جديدة تعيد بعث الأدب الفرعوني في الأدب المصري الحديث بعد أن كاد أن يندثر بعد المحاولات الرائدة للكاتب المصري الراحل نجيب محفوظ في النصف الأول من القرن العشرين، وقد صدرت هده الرواية في أوائل العام 1998 عن هيئة قصور الثقافة بمصر.

## أحداث الرواية
تدور أحداث الرواية في مصر الفرعونية في ما يعرف بـ«عصر الانتقال الثالث» (حوالي 1070-715 قبل الميلاد)، وتحديدا في أوائله، أي عصر الأسرة الحادية والعشرين (حوالي 1070-945 قبل الميلاد). يعتمد المؤلف في سياقه المروي على حكاية متخيلة تدور في هذا الزمن التاريخي من عصور مصر القديمة.
تبدأ الرواية بالساحرة والكاهنة «رخت»، وهي تترك «أتريب»، مدينتها الصغيرة الواقعة في قلب الدلتا المصرية. ويصاحبها في هذه الرحلة ابنها الوحيد «رخ» التابع لها كظلها، ويبحران صاعدين في نهر النيل إلى منف، العاصمة المصرية القديمة العريقة، من أجل مقابلة حكيمها، وأثناء انتظارها مقابلة الحكيم تتعرف على الكاهن «حور» من مدينة «منديس» الواقعة في شرق الدلتا المصرية الذي يعمل مساعداً لكبير كهنتها وساعده الأيمن.
وبعد أن يقابلوا الحكيم ينصحهم بالذهاب إلى الجنوب ويرسل معهم أحد مساعديه المخلصين المدعو «سيا»، ويستأجرون مركبا كبيرا من أجل رحلتهم إلى الجنوب، وهذا المركب يخص الملاح «عنخ» ويساعده اثنان من مساعديه هما: «شن» و«رن». يدعي «رخت»(وبالتبعية ابنها «رخ») و«حور» اختفاء الإله المصري القديم «خنوم»؛ لذا قاموا بهذه الرحلة من الشمال إلى الجنوب في فضاء مصر القديمة الجغرافي بحثا عنه كما يزعم ثلاثتهم.
تتعدد محطات الرواية على صفحة النهر الخالد، فتمر بمدينة المارق، كما يطلق عليه البعض، «إخناتون» في تل العمارنة في مصر الوسطى، ويتوقف بطلا الرواية ومعهما بعض الشخصيات بحثا عن ذلك الإله اللغز «خنوم» كما يمران بعدد من المدن المصرية القديمة المهمة في سياق البحث المزعوم مثل أخميم ودندرة وقفط وطيبة وإسنــا وإلفنتين وفيلة. وتنتهي الرواية بمنف مرة أخرى في رحلة دائرية أبدية من البحث الذي لا ينتهي. هذا هو الإطار الفكري أو الفلسفي الرئيسي لهذا العمل.

## شخصيات الرواية
تروي الرواية هذه الشخصيات الخمس: «رخت»، و«رخ»، و«حور»، و«سيا» و«عنخ». لذا فهذه الرواية هي رواية الأصوات المتعددة والمتداخلة، كل منها يكمل الحدث للآخر أو يلقي عليه ببعض من وجهة نظره. وذلك يجعل القاريء يرى الشخصيات وهي تفكر وتتفاعل مع بعضها البعض؛ مما يجعل القاريء مشاركا في صناعة الأحداث ومن ثم الرواية. ودور الرواي العليم بكل الأحداث، الذي يروي الأحداث من وجهة نظره الكلية العليمة بكل شيء، يعد غائبا في هذه الرواية. يبدأ الراوي المستتر الرواية بمفتتح يذكر فيها الأسباب التي دفعته إلى كتابة هذا النص الأدبي وظروف العمل التي كتب فيها، ثم يصدر الرواية بنص مصري قديم عن المعبود المصري القديم «خنوم». وتبدأ الرواية بصوت جماعي، ثم تتوالى الشخصيات في رواية الأحداث تباعا حتى النهاية. ويختم الراوي المستتر الرواية.
اللغة التي استخدمها الكاتب في تشييد صرحه الروائي تقترب من لغة الشعر المكثف وتحاكي لغة الأدب المصري القديم في كثير من الأحيان خصوصا ما يعرف بـ«أدب الحكمة» والأناشيد والابتهالات الخاصة بالآلهة وأساطير الخلق الدينية. والنص به كثير من الأقوال الكاشفة لشخصيات الرواية سواء في حسيتها المفرطة أو في إحساسها الصوفي الفريد أو في إحساسها العدمي أو في إحساسها بالتيه والضياع. واللغة هنا توحي أكثر مما تظهر في أحيان كثيرة. والأسلوب الأدبي المستخدم في الرواية هو أسلوب وصفي تصويري يظهر الشخصيات وهي تقوم بأدوارها مما يجعل الشخصيات تتحدث بلسانها. ويعتمد الكاتب على أسلوب التداعي الحر للشخصيات أو ما يعرف بـ«تيار الوعي» أو «المونولوج الداخلي». ويفيد الكاتب من تقنيات المونتاج السينمائي في تقديم مشاهد وأحداث روايته. وتظهر طبيعة الكاتب البحثية في الهوامش الكثيرة التي يشرح فيها الكثير من المفاهيم والأماكن والمفردات المصرية القديمة، والرواية في ذلك تشبه كتابا بحثيا. ونعرف أغلب المعلومات عن معظم المفردات الحضارية والمكانية ما عدا عن «خنوم» الدي يتركه الكاتب مفتوحا وعاما وغامضا ولا يقدم أي تعريف محدد عنه مثلما يفعل مع أغلب الآلهة الوارد دكرها في الرواية، وقد